# Shelby Series 1

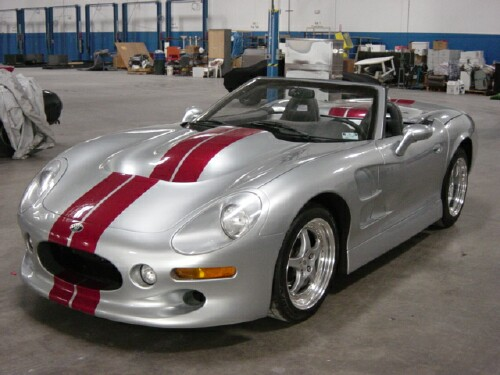
Shelby Series 1

Shelby Series 1 är en amerikansk sportbil som tillverkades av Shelby i 249 exemplar åren 1998-2005.